# Boldoflorine
La boldoflorine est une tisane à base de boldo, séné, bourdaine et romarin, indiquée notamment pour le foie, en automédication et pour le traitement symptomatique de la constipation. Créée en 1933 à Houdan (Yvelines) par René-Paul Fouché, docteur en pharmacie, cette tisane a connu un grand succès commercial et donné lieu à d'importantes opérations publicitaires.
L'usine de Houdan a cessé sa production en 1993. La marque Boldoflorine a été rachetée par le groupe Sandoz, intégré dans Novartis en 1996.